# 金沢工業大学
金沢工業大学（かなざわ こうぎょうだいがく、英語: Kanazawa Institute of Technology）は、石川県野々市市扇が丘7-1に本部を置く日本の私立大学。1957年創立、1965年大学設置。大学の略称はKIT（ケイアイティー）、金工大（きんこうだい）、金工（きんこう）、工大（こうだい）。

## 概要

### 大学全体
金沢工業大学は、大学の建学綱領として、人間形成「人間味豊かな技術者、研究者として、高い道徳心と国際感覚を持った創造的で個性豊かな人材の養成を目指す」、技術革新「確かな基礎学力の育成を基本において創造的応用能力の育成に力を注ぎ、将来の技術革新に柔軟に対応しその中核を担い得る技術者、研究者を育てる」、産学協同「産業界の新しい息吹を前向きに取り入れながら、つねに時代が求めるテーマを積極的に追求し、広く開かれた大学として地域社会に貢献する」を掲げている。
金沢工業大学は「教育付加価値日本一の大学」を目指し、入学時と比べた卒業時の力の成長を重要視していることから、学生がこなさなければならない課題が多い大学である。また、その成果が評価され、地方にありながらも常に高い就職率を維持している。
「夢考房」という作業場があり、安全講習・ライセンス講習を受講すれば、旋盤やフライス盤、プリント基板製作機器などの工作機械や手工具を使うことができる。また、作業に必要な部品もネジ1本から購入することが可能である。夢考房プロジェクトと呼ばれる一種のサークル活動が有り、学生が主体となり様々な大会などに参加し成果をあげている。
付属図書館である「ライブラリーセンター」（LC）は工科系専門図書館としては世界最大級であり、蔵書数は50万冊を超えている。工学の「曙文庫」には『プリンキピア』の初版など貴重な資料が収蔵されている。
大学名には「金沢」が入っているが、これは県庁所在地である金沢市の方が通りが良いためである。発祥地は金沢市であるものの、現在は大学施設の大半が隣接する野々市市にある。一部の駐車場、建物、テニスコートなどが、野々市市に隣接する金沢市久安にある。「コミュニティ道路」と称した公道が学内を横断しており、車が速い速度で通行できず学生が安全に往来できるようにハンプが設けられ、さらに蛇行させてある。
施設の一角に、地元である野々市市のコミュニティ放送「えふえむ・エヌ・ワン」があり、運営に協力している。また、学生も番組制作に関わっている。

### 建学の精神
建学の綱領を「人間形成」「技術改革」「産学共同」と定めており、これを三大旗標としている。
これに加え、学園の行動規範として共有すべき価値を以下の「KIT-IDEALS」と定めている。
| K | Kindness of Heart      | 思いやりの心     |
| I | Intellectual Curiosity | 知的好奇心       |
| T | Team Spirit            | 共同と共創の精神 |
| I | Integrity              | 誠実             |
| D | Diligence              | 勤勉             |
| E | Energy                 | 活力             |
| A | Autonomy               | 自律             |
| L | Leadership             | リーダーシップ   |
| S | Self-Realization       | 自己実現         |

## 沿革

### 略歴
1957年（昭和32年）の北陸電波学校の創設を起源とし、北陸電波高校開校を経て、1965年（昭和40年）に金沢工業大学（工学部機械工学科、電気工学科）が開学。1978年（昭和53年）に大学院工学研究科を開設。2004年（平成16年）に環境・建築学部及び情報フロンティア学部を増設。大学院に心理科学研究科を増設。2008年（平成20年）にバイオ・化学部を開設。現在は4学部3研究科の理系複合大学となっている。

### 年表
- 1957年 6月1日：「北陸電波学校」（金沢市小坂町、元北陸電気通信局の木炭貯蔵倉庫を改築）として設立認可、発足。通信科、テレビ科、通信別科設置。理事長兼校長に学園創設者である嵯峨保二就任。
- 1958年 4月1日：「学校法人北陸電波高等学校」が認可される。北陸電波学校は「北陸電波専門学校」に改称。校長に金沢大学名誉教授の青山兵吉就任。
- 1959年 4月1日：北陸電波高等学校が開校。通信科、通信技術科設置。金沢市上野本町の崎浦小学校跡地（小立野校舎）へ移転。ただし、小立野校舎は幹線道路の建設予定地であったため時限的な移転であった。
- 1959年 4月1日：北陸電波高等学校に電気工学科、電子工学科を増設。
- 1961年
  - 4月頃：校地を野々市町東部から三馬町にかけての一帯（現在の扇が丘キャンパス）に決定する。
  - 11月：当時の野々市町長である中島榮治の勧めで野々市町の旧野々市小学校校舎（野々市校舎）を金沢工業高等専門学校の仮校舎用に買収。
- 1962年
  - 4月1日 金沢工業高等専門学校（電気工学科）が野々市校舎にて開校、初代校長に青山兵吉就任。
  - 11月27日 扇が丘キャンパスの用地買収における契約締結完了。
  - 12月15日 金沢工業高等専門学校に機械工学科が認可。
- 1963年 6月1日：高専校舎（扇が丘キャンパス、11号館）の第一期工事の落成式及び開校式を行う。
- 1964年 4月1日：北陸電波高等学校の野々市校舎への移転。
- 1965年
  - 1月25日：学校法人名を北陸電波高等学校（北国学園）から金沢工業大学（金沢工大学園）に改称。金沢工業大学工学部（機械工学科、電気工学科）の設立が認可。
  - 4月1日：金沢工業大学の開学、初代学長に青山兵吉就任。工学部（機械工学科、電気工学科）設置。北陸電波高等学校を金沢工業大学付属高等学校に改称。金沢工業大学付属扇が丘幼稚園開園、園長に作田せ津就任。
  - 12月27日：工学部経営工学科増設認可。
- 1966年 4月1日：工学部に経営工学科設置。
- 1967年
  - 4月1日：工学部に土木工学科設置。金沢工業大学付属高等学校が野々市校舎から扇が丘キャンパスへ移転。
  - 6月1日：十周年記念式典を挙げ学園歌（第一学園歌、金沢工業大学付属高等学校校歌）を制定する。
- 1968年
  - 7月16日：白山麓自然学苑（白峰村一の瀬ならびに白峰村河内谷分校跡）を開設。
  - 11月5日：穴水湾自然学苑を開設[1]。
- 1969年
  - 1月27日：情報処理センター（情報処理サービスセンター）開設。
  - 6月1日：大学本館（益谷記念館、1号館）完成。
- 1970年 4月1日：工学部に建築学科、電子工学科、情報処理工学科設置。
- 1971年
  - 4月1日：情報処理研究所および教育工学研究所を設置。
  - 11月5日：建築、情報処理、電子工学科実験棟完成。
- 1973年
  - 3月31日：金沢工業大学付属高等学校閉校（廃校は1977年3月31日）。
  - 4月1日：金沢工大館完成（第14号館）。
  - 6月2日：金沢工業大学湊谷柔道場完成。
  - 9月21日：扇が丘診療所開設。
- 1974年
  - 1月31日：文部省より工学専攻科に土木工学専攻、建築学専攻、電子工学専攻、情報処理工学専攻の設置許可。
  - 6月1日：扇が丘診療所内歯科開設。
  - 8月1日：明倫館（文・武道館）開館。
- 1977年
  - 4月1日：金沢工業大学付属扇が丘幼稚園の経営母体を北陸学院短期短期大学付属幼稚園（北陸学院扇が丘幼稚園）に移す。
  - 5月19日：天地自然学苑開苑。
- 1978年 4月1日：大学院工学研究科修士課程開設。機械工学専攻、土木工学専攻、情報工学専攻を設置。
- 1980年 4月1日：大学院工学研究科博士課程開設。機械工学専攻、土木工学専攻、情報工学専攻を設置。大学院工学研究科修士課程に建築学専攻、電気電子工学専攻を設置。
- 1982年
  - 4月1日：大学院工学研究科修士課程に経営工学専攻設置。大学院工学研究科博士課程に電気電子工学専攻設置。
  - 6月1日：ライブラリーセンター（通称：LC、6号館）開設。
- 1986年 4月1日：工学部に機械システム工学科設置。
- 1987年
  - 4月1日：工学部の情報処理工学科を情報工学科に改称。
  - 6月1日：学園章を制定し、金沢工業大学・金沢工業高等専門学校の校章を変更。
- 1990年 4月1日：大学院博士課程工学研究科にシステム設計工学専攻、材料設計工学専攻増設。
- 1991年 1月7日：31号館（高専校舎）が金沢市久安2丁目に完成し、金沢工業高等専門学校が11号館から移転。併せて、1961年の校地決定のシンボルである「ユーカリの大樹」（学園構想樹）を金沢市高尾町17番地先より移植。
- 1993年 7月8日：夢考房の開設。
- 1995年 4月1日：工学部に物質応用工学科、人間情報工学科、環境システム工学科設置。人材教育センター（のちの自己開発センター）、日本学研究所、工学設計教育センター開設。教育改革実施（工学設計教育導入・3学期制導入・専門コアカリキュラム導入）。
- 1996年 4月1日：マルチメディア考房開設。
- 1998年 12月14日：池の平セミナーハウス開設。
- 2000年 4月1日：工学部に先端材料工学科、居住環境学科設置。工学部の物質応用工学科、経営工学科をそれぞれ物質システム工学科、経営情報工学科に改称。工学基礎教育センター（後の数理工学教育研究センター）開設。
- 2003年 4月1日：大学院工学研究科博士課程に建築学専攻設置。大学院工学研究科の土木工学専攻を環境土木工学専攻に改称。
- 2004年 4月1日：工学部を機械工学科、情報工学科、ロボティクス学科、航空システム工学科、電気電子工学科、 情報通信工学科の6学科に改組。「環境・建築学部」を新設し、バイオ化学科、環境化学科、環境土木工学科、建築学科、建築都市デザイン学科を設置。「情報フロンティア学部」を新設し、メディア情報学科、生命情報学科、心理情報学科、情報マネジメント学科を開設。大学院心理科学研究科設置、臨床心理学専攻修士課程を設置。東京虎ノ門キャンパスを開設し、大学院工学研究科知的創造システム専攻修士課程）を設置。
- 2007年
  - 3月1日：感動デザイン工学研究所の開設。
  - 4月1日：東京虎ノ門キャンパスに大学院工学研究科高信頼ものづくり専攻修士課程（1年制）設置。
- 2008年 4月1日：情報フロンティア学部を「情報学部」に改組し、情報工学科（工学部から移籍）、メディア情報学科、心理情報学科、情報経営学科（情報マネジメント学科を改組）を設置（生命情報学科はバイオ・化学部に統合）。「バイオ・化学部」を新設、応用バイオ学科、応用化学科を設置。大学院工学研究科の材料設計工学専攻をバイオ・化学専攻に改称。東京虎ノ門キャンパスに置く大学院工学研究科に高信頼ものづくり専攻の博士後期課程設置。
- 2009年 4月1日：大学院工学研究科の経営工学専攻をビジネスアーキテクト専攻に改称。東京虎ノ門キャンパスの工学研究科修士課程にビジネスアーキテクト専攻（1年制）を設置。
- 2010年：21号館が完成。
- 2011年 4月1日：扇が丘保育園（認可外）が開園（10号館1階）。
- 2012年 4月1日：工学部の情報通信工学科を電子情報通信工学科に改組、情報工学科を設置（情報学部から移籍）。環境・建築学部を建築デザイン学科と建築学科の2学科に改組。情報学部を「情報フロンティア学部」に再び改組、経営情報学科を設置（情報経営学科を改組）。
- 2016年 4月1日：東京虎ノ門キャンパスで大学院イノベーションマネジメント研究科イノベーションマネジメント専攻修士課程（1年制）に統合。
- 2018年：白山麓キャンパスが完成[1][2]。金沢工業大学に単独の「建築学部」を新設。建築学科を設置。ものづくり研究所と高度材料科学研究開発センターを統合し「高信頼理工学研究センター」の開設。
- 2021年：穴水湾自然学苑のセミナーハウスと体育館を閉鎖[1]。
- 2025年 4月1日：情報フロンティア学部を改組し、情報デザイン学部、メディア情報学部、情報理工学部の3学科を開設予定。建築学部建築学科を建築学科と建築デザイン学科に再編。バイオ・化学部では応用バイオ学科を生命・応用バイオ学科に、応用化学科を環境・応用化学科に名称変更予定。

## 基礎データ

### 所在地

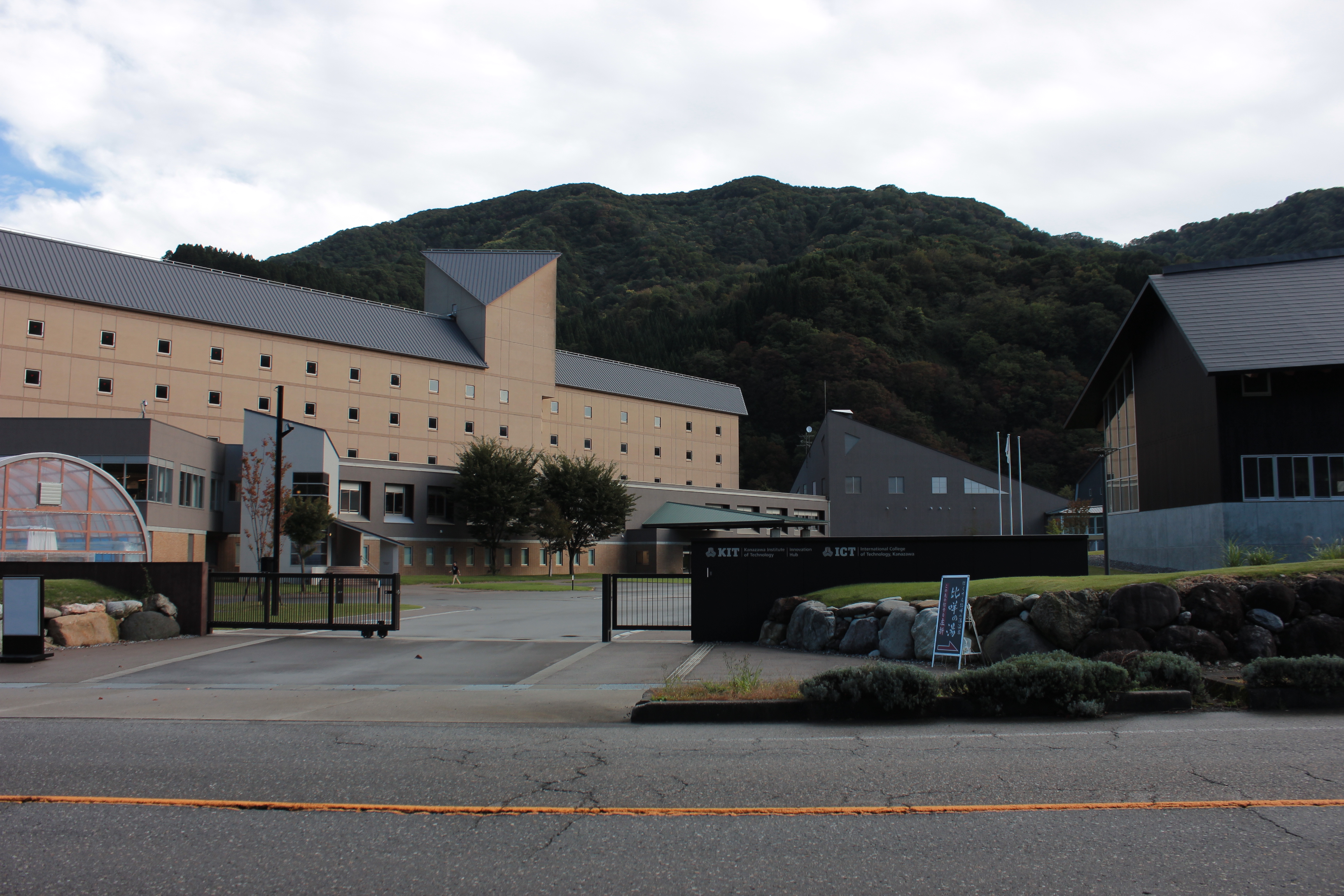
白山麓キャンパス

- 扇が丘キャンパス（メインキャンパス）（〒921-8501 石川県野々市市扇が丘7番1号）
- やつかほリサーチキャンパス （〒924-0838 石川県白山市八束穂三丁目1番地）
- 白山麓キャンパス[1][3]（〒920-2331 石川県白山市瀬戸辰3番地1） 
  - 旧かんぽの宿白山尾口[4]、主に系列の国際高等専門学校が利用[2]。
- 穴水湾自然学苑（〒927-0024 石川県鳳珠郡穴水町由比ケ丘）
  - 2022年時点では、ヨットハーバーのみの運用となっている[1]。
- 先端電子技術応用研究所・天池自然学苑 （〒920-1331 石川県金沢市天池町3番地）
- 池の平セミナーハウス（〒949-2112 新潟県妙高市関川2275番地5）
- 虎ノ門キャンパス（K.I.T.虎ノ門大学院、〒105-0002 東京都港区愛宕一丁目3番4号 愛宕東洋ビル12階）
- 東京事務所 （〒105-0001 東京都港区虎ノ門三丁目17番1号 TOKYU REIT虎ノ門ビル6階）
- 先端電子技術応用研究所東京分室（〒105-0002 東京都港区愛宕一丁目3番4号 愛宕東洋ビル11階）

### 象徴
- 学章は、三大建学綱領「人間形成」「技術革新」「産学共同」と、三位一体の学園共同体「学生」「理事」「教職員」、科学技術を学ぶものへの指針を示す3つの"T"「Truth」「Theory」「Technology」を、当校のシンボルであるゴールデンイーグル（いぬ鷲）の翼をモチーフにしてデザインされたものである。

## 教育および研究

### 組織

#### 学部
2025年入学生から
- 情報デザイン学部
  - 経営情報学科
  - 環境デザイン創成学科
- メディア情報学部
  - メディア情報学科
  - 心理情報デザイン学科
- 情報理工学部
  - 情報工学科
  - 知能情報システム学科
  - ロボティクス学科
- バイオ・化学部
  - 環境・応用化学科
  - 生命・応用バイオ学科
- 工学部
  - 機械工学科
  - 先進機械システム工学科
  - 航空宇宙工学科
  - 電気エネルギーシステム工学科
  - 電子情報システム工学科
  - 環境土木工学科
- 建築学部
  - 建築学科
  - 建築デザイン学科

2024年入学生まで
- 工学部
  - 機械工学科
  - ロボティクス学科
  - 航空システム工学科
  - 電気電子工学科（旧:電子情報通信工学科）
  - 情報工学科
  - 環境土木工学科（旧:環境・建築学部 環境土木工学科）
- 建築学部
  - 建築学科（旧:環境・建築学部 建築学科、建築デザイン学科）
    - 建築デザインコース
    - 建築エンジニアリングコース
- 情報フロンティア学部
  - メディア情報学科
  - 心理科学科（旧:心理情報学科）
  - 経営情報学科
- バイオ・化学部
  - 応用バイオ学科
  - 応用化学科

#### 大学院
- 工学研究科
  - 機械工学専攻（博士前期課程・博士後期課程）
  - 環境土木工学専攻（博士前期課程・博士後期課程）
  - 情報工学専攻（博士前期課程・博士後期課程）
  - 電気電子工学専攻（博士前期課程・博士後期課程）
  - システム設計工学専攻（博士前期課程・博士後期課程）
  - バイオ・化学専攻（博士前期課程・博士後期課程）
  - 建築学専攻（博士前期課程・博士後期課程）
  - 高信頼ものづくり専攻（博士前期課程・博士後期課程）
  - ビジネスアーキテクト専攻（修士課程）
- 心理科学研究科
  - 臨床心理学専攻（修士課程、臨床心理士第1種指定大学院）
- KIT虎ノ門大学院（社会人対象1年制大学院、日本弁理士会継続研修制度認定外部機関。研究科としてはイノベーションマネジメント研究科）
  - イノベーションマネジメント専攻（修士課程）
    - MBAプログラム
      - ビジネスマネジメントコース
      - メディア＆エンタテインメントコース

    - 知的財産マネジメントプログラム
      - テクノロジー知的財産コース
      - グローバル知的財産コース
      - ブランド・デザイン＆コンテンツコース

#### 専攻科
- 工学専攻科 
  - 機械工学専攻
  - 電気工学専攻
  - 経営工学専攻
  - 土木工学専攻
  - 建築学専攻
  - 電子工学専攻
  - 情報工学専攻

#### 附属機関

##### 附置研究所
- 人間情報システム研究所
- 高度材料科学研究開発センター
- 先端電子技術応用研究所
- 光電磁場科学応用研究所
- 光電相互変換デバイスシステム研究開発センター
- 心理科学研究所
- ゲノム生物工学研究所
- 情報技術研究所
- 建築アーカイヴス研究所
- FMT研究所
- 知的創造・経営研究所
- 地方創生研究所[3][5]

##### オープンリサーチセンター
- ものづくり研究所
- 感動デザイン工学研究所
- 地域防災環境科学研究所
- 電気・光・エネルギー応用研究センター

##### 研究センター
- 材料システム研究所
- 地域計画研究所
- 日本学研究所
- 科学技術応用倫理研究所
- 情報通信フロンティア研究所
- 先端材料創製技術研究所
- 通信技術研究所
- 生活環境研究所
- 未来デザイン研究所
- 知的財産科学研究所
- 国際学研究所
- 情報マネジメント研究所
- 生体機構制御技術研究所
- コンテンツ&テクノロジー研究所

##### 海外研究所
- KIT/MIT共同脳磁研究所（米国マサチューセッツ工科大学内）
- KIT/UMD共同脳磁研究所（米国メリーランド大学内）
- KIT/マックウェリー大学脳科学研究所（豪州マッコーリー大学内）
- KIT/UCL/CNRS共同小動物脳磁研究所（英国ロンドン大学内）

#### 教育研究支援機関

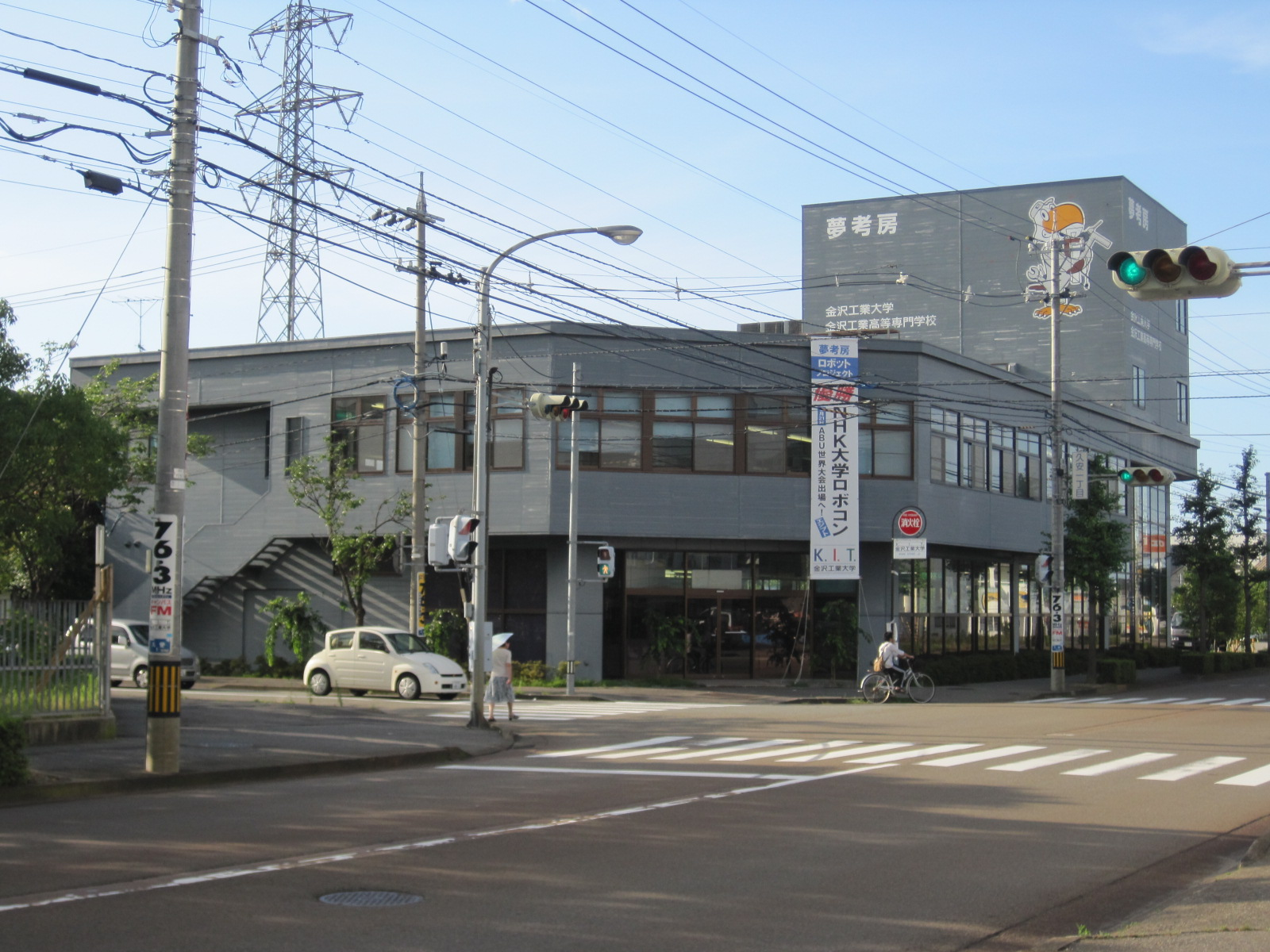
夢考房（旧施設、現在は建て替えられている）

- 大学事務局

- ライブラリーセンター（LC）
- プロジェクト教育センター
- 数理工教育研究センター
- 基礎英語教育センター
- 情報処理サービスセンター
- 自己開発センター
- 進路開発センター
- ライティングセンター
- 夢考房
- マルチメディア考房
- 研究支援機構
- 国際交流室
- 自習室
- プロジェクトスタジオ
- 穴水湾自然学苑
- 天然自然学苑
- 池の平セミナーハウス

### 教育

#### 採択されたプログラム
- 大学院教育改革支援プログラム
  - 大学院ポートフォリオ教育による単位実質化（2007年度）
  - 総合力の醸成を図るモジュール統合科目教育（2008年度）
- 現代的教育ニーズ取組支援プログラム
  - 学びを創造するインターネット町民塾（2004年度）
  - 大学連携による石川の『知』の拠点の創出（2004年度）
  - ネット版工学基礎教育センターへの展開（2005年度）
  - KIT産学連携教育プロジェクトの実践（2006年度）
  - 発展する地域連携プロジェクトの実践（2006年度）
  - 専門基礎の充実を図る教育版 CRMの導入－“Customer:学生”とのリレーション強化による専門基礎教育の実質化－（2007年度）
- 特色ある大学教育支援プログラム
  - 工学設計教育とその課外活動環境（2003年度）
  - 学ぶ意欲を引き出すための教育実践－KITポートフォリオシステムを活用した目標づくり－（2006年度）
  - 価値の共有による技術者倫理教育－行動を設計する新教養教育－（2007年度）
- 質の高い大学教育推進プログラム
  - 全入時代における『個』に対応する数理教育（2008年度）
  - KIT環境マインド醸成プロジェクトの実践（2008年度）
- 大学教育の国際化加速プログラム（海外先進教育研究実践支援プログラム）
  - 難加工材料複合加工技術の先進研究留学（2004年度）
- 大学生の就業力育成支援事業
  - 就業力育成キャンパスの形成（2010年度）
- 大学教育・学生支援推進事業
  - 学生支援推進プログラム
    - 社会環境変化への対応力向上を実践するキャリア開発プロジェクト（2009年度）

  - 大学教育推進プログラム
    - KITビジネスアーキテクトプロジェクト（2009年度）
    - 学生の成長支援型IRシステムの構築（2010年度）
- 社会人の学び直しニーズ対応教育推進プログラム
  - 工業高校の教育職員のキャリア、スキルアップのための専門力と教育力向上プログラム（2007年度）
- 戦略的大学連携支援事業
  - 金沢医科大学と金沢工業大学による教育研究協力を通じた有機的な医工連携（2008年度）
- ものづくり技術者育成支援事業
  - 新しい形のプロジェクト型教育システムの開発と実践（2007年度）
- 体系的な社会人基礎力育成・評価システム開発・実証事業
  - 全学年に展開する社会人基礎力育成・評価システムの開発・実証（2009年度）
- 体系的な社会人基礎力育成・評価システム構築事業
  - 全学年に展開する工学設計教育による社会人基礎力育成・評価システムの構築（2008年度）

#### 認定等
- 大学基準協会「認証評価」認定校
- 日本高等教育評価機構「認証評価」認定校
- 日本技術者教育認定機構（JABEE）「教育プログラム」認定校（機械系・材料系・環境系・建築系・電機系）
- 国家資格の基本情報技術者試験（FE）の午前の部の免除制度の認定校になっている[6][7]。

## 学生生活

### KITオナーズプログラム
KITオナーズプログラムは「自ら考え行動する技術者」に向けて自ら目標を設定し、それを達成するために活動する金沢工業大学特有の自己目標達成プログラムであり、6種類に分類される。

#### 学科・課程・研究室に関するプログラム
学科・課程・研究室に関するプログラムは、学科・課程・研究室で実施しているプログラム。5つのプログラムが存在している。

#### 夢考房プロジェクト
夢考房プロジェクトは、学生メンバーがモノづくりの立案・調査・設計・製作・分析・評価及びスケジュール管理、予算管理、組織運営を自主的に行う学生の創作グループ。ソーラーカーやロボット、人力飛行機、建築デザインなど13のプロジェクトが活動している。

#### 産学連携プログラム
産学連携プログラムは、企業をはじめとした産業界と連携した産学連携プログラム。現在「地理空間情報」に関する先端技術を学びながら企業とともに新たなビジネスの創出を目指す「地理空間情報プロジェクト」が活動している。

#### 地域連携プログラム
地域連携プログラムは、地域と連携したプログラム。現在2つのプログラムが活動している。

#### 学友会に関するプログラム
学友会は、金沢工業大学の学生全員が所属している学生団体。9つの専門委員会や26の体育系クラブ、11の文化系クラブが活動している。

### 学園祭
大学祭は「工大祭」と呼ばれ、学友会専門委員会の1つである工大祭実行委員会が予算管理、予算執行、企画立案、運営を行なっている。

## 大学関係者と組織

### 大学関係者組織
- こぶし会（同窓会）
- 拯友会（保護者会）

## 施設

### キャンパス

#### 扇が丘キャンパス
- 使用学部：工学部、情報フロンティア学部、建築学部、バイオ・化学部
- 使用研究科：大学院工学研究科、心理科学研究科
- 使用附属施設：夢工房、心理科学研究所、臨床心理センター、自己開発センター、自習室、ライブラリーセンター、数理工教育研究センター、光電相互交換デバイスシステム研究開発センター、基礎英語教育センター、進路開発センター、光電磁場科学応用研究所、通信技術研究所
- 交通アクセス：北陸鉄道石川線「野々市工大前駅」下車徒歩10分。または金沢駅から北鉄バス「金沢工業大学」下車。

#### やつかほリサーチキャンパス
- 使用学部：なし
- 使用研究科：なし
- 使用附属施設：情報マネジメント研究所、感動デザイン工学研究所、地域防災環境科学研究所、情報技術研究所、ものづくり研究所、生活環境研究所、先端材料創製技術研究所、高度材料科学研究開発センター、材料システム研究所、ゲノム生物工学研究所、人間情報システム研究所、FMT研究所、生体機構制御技術研究所
- 交通アクセス：近傍の公共交通機関はなく、扇が丘キャンパスよりシャトルバスを利用することになる。

#### 白山麓キャンパス
- 使用学部：なし
- 使用研究科：なし
- 使用附属施設：地方創生研究所[3][5]、KITイノベーションハブ
- 交通アクセス：北陸鉄道石川線鶴来駅より北鉄白山バス「瀬女」下車。

#### 虎ノ門キャンパス
- 使用学部：なし
- 使用研究科：イノベーションマネジメント研究科
- 使用附属施設：なし
- 交通アクセス：東京メトロ銀座線虎ノ門駅、東京メトロ日比谷線虎ノ門ヒルズ駅、都営地下鉄三田線御成門駅下車。

それぞれの地区は学部や設置施設が異なるため大きく様相を異にしている。

### 自然学苑
- 穴水湾自然学苑
- 天池自然学苑

### セミナーハウス
- 池の平セミナーハウス

### 学生食堂・売店
- 扇が丘キャンパス
  - Restaurant LA TERRA（21号館）
  - Cafeteria IL SOLE（21号館）
  - Convenience ACQUA（27号館）
- やつかほリサーチキャンパス
  - Restaurant ENERGY（62号館）

### 寮
金沢工業大学が直営する寮はないが、金沢工業大学の学生だけを受け入れてくれる寮・下宿を「KIT指定寮」として学生に斡旋している。

## 対外関係

### 大学間協定
- 大学コンソーシアム石川
- 大学eラーニング協議会
- 放送大学[8]

### 連合大学院提携先
- 北陸先端科学技術大学院大学
  - 先端科学技術研究科[9]
- 金沢大学大学院
  - 自然科学研究科

### 連携大学院
- 独立行政法人産業技術総合研究所
- 独立行政法人国立環境研究所
- 独立行政法人物質・材料研究機構
- 独立行政法人宇宙航空研究開発機構
- 日本アイ・ビー・エム株式会社東京基礎研究所
- 株式会社富士通研究所
- パナソニック株式会社先端技術研究所
- 三菱電機株式会社情報技術総合研究所
- 株式会社日立製作所日立研究所
- 株式会社日立製作所機械研究所

### 産学官連携など
- 白山市・NTTドコモ北陸支社 - 国際連合持続可能な開発目標（SDGs）推進や第5世代移動通信システム（5G）活用など[10]。
- 北菱電興・NTTドコモ - 北菱電興いなほ工場（石川県金沢市）において、ローカル5Gを活用したスマート工場「Smart Smile Factory」を開設[11][12][13]。

### 海外提携（大学・機関）

#### 連携大学院
- アメリカ合衆国
  - カリフォルニア大学バークレー校
  - メリーランド大学カレッジパーク校
  - ロチェスター工科大学（デュアルデグリー・プログラム）[14]
- オーストラリア
  - メルボルン大学
- ドイツ
  - ドイツ連邦物理工学研究所
- オーストラリア
  - マッコーリー大学

#### 連携大学
- アメリカ合衆国
  - スタンフォード大学
  - マサチューセッツ工科大学
  - ハーヴィ・マッド・カレッジ
- 韓国
  - ソウル科学技術大学校
- 台湾
  - 国立台湾大学
  - 台湾中央研究院
  - 国立成功大学
- タイ
  - マヒドン大学
  - 泰日工業大学
- ベトナム
  - 越日工業大学

#### 長期派遣留学プログラム
- アメリカ合衆国
  - ローズ・ハルマン工科大学
  - ロチェスター工科大学
  - イリノイ大学アーバナ・シャンペーン校

#### 短期英語研修プログラム
- アメリカ合衆国
  - ハワイ大学
  - ロチェスター工科大学
- ニュージーランド
  - ユニテック工科大学
  - カピオラニコミュニティカレッジ

### 系列校
- 国際高等専門学校

## 広報活動
- 物語の始まりへ - 石川テレビをはじめとするFNS中部ブロック系列局などで放送されるドキュメンタリー番組。
- この他に、夢考房主催で8月に開催される「KITサマースクール」の模様が北陸放送で放送されている。

## 学校周辺
- 野々市工大前駅（北陸鉄道石川線）
- 国際高等専門学校
- 金沢福祉専門学校
- 石川県立金沢錦丘中学校・高等学校

## 送信施設
本大学ライブラリーセンター屋上にはコミュニティ放送であるえふえむ・エヌ・ワンの送信所が置かれている。放送波は垂直偏波で送出される。
| 放送局名             | コールサイン | 周波数   | 空中線電力 | ERP | 放送対象地域         | 放送区域内世帯数 | 開局日         |
| -------------------- | ------------ | -------- | ---------- | --- | -------------------- | ---------------- | -------------- |
| えふえむ・エヌ・ワン | JOZZ5AA-FM   | 76.3 MHz | 20W        | 46W | 野々市市及び周辺地域 | -                | 1995年12月27日 |

### 歴史
- 1995年11月1日 - 予備免許交付。
- 1995年11月7日 - 会社設立。
- 1995年12月27日 - 本免許交付され、同日から本放送開始。

### エリア放送
2012年に行われた学園祭では、石川テレビ放送によりホワイトスペースを利用するエリア放送が実施された。
構内に地上一般放送局1局が設置されていた。
| 免許人                  | 局名                         | 呼出符号     | 物理ch | 周波数        | 空中線電力 | ERP   | 業務区域       |
| ----------------------- | ---------------------------- | ------------ | ------ | ------------- | ---------- | ----- | -------------- |
| 石川テレビ放送 株式会社 | ITC野々市市扇が丘 エリア放送 | JOXZ5AB-AREA | 37ch   | 617.142857MHz | 10mW       | 1.6mW | 金沢工業大学内 |

## 死亡事故
2017年11月18日、同大ヨット部男性学生部員（当時20歳）が石川県穴水町の沖合でヨットの沈没により溺水死。後、被害部員遺族両親が大学側に安全配慮義務違反があったとして約1億1000万円の損害賠償を求めて金沢地裁に提訴。2020年1月28日、金沢地方裁判所にて第一回口頭弁論、被告は争う姿勢。

## その他
2019年2月21日、インターネットゲームの掲示板において、｢22日に大学で無差別殺人を決行する｣という旨の書き込みがあったと大学側が発表した。これにより22日は全4キャンパスを閉鎖するなどの措置がとられた。白山警察署が捜査にあたっているが、犯人逮捕には至っていない。